# Gary Vaynerchuk
Gary Vaynerchuk (rođen kao Gennady Vaynerchuk; bjeloruski: Генадзь Вайнярчук, ruski: Геннадий Вайнерчук; Babrujsk, BSSR, Sovjetski Savez, 14. studenog 1975.) je bjelorusko-američki poduzetnik, pisac i govornik. Postao je poznat kao vinski kritičar koji je obiteljskoj tvrtci, koja se bavi vinima, podigao vrijednost s 3 na 60 milijuna američkih dolara. Najpoznatiji je po svom radu vezanom uz digitalni marketing i marketing društvenih medija. Vlasnik je tvrtki VaynerMedia i VaynerX.

## Vanjske poveznice
- Službena stranica